# Kozlíček jilmový
Kozlíček jilmový (Saperda punctata) je druh brouka z čeledi tesaříkovitých. V České republice se jedná o vzácný, ohrožený druh. Jeho larvy se vyvíjí ve starých listnatých stromech, převážně v jilmu.
Délka dospělců se pohybuje od 11 do 18 mm. Počet, tvar a velikost tmavých skvrn na krovkách je variabilní.

## Rozšíření a biotop
Jedná se o široce rozšířený, ale poměrně vzácný druh s výskytem hlavně v jižní Evropě, na Kavkaze, v Malé Asii a severní Africe. V Česku se vyskytuje jen velmi lokálně, zejména v Podyjí, Pomoraví a na Břeclavsku. Obývá hlavně lužní lesy se starými jilmy.

## Způsob života a vývoj
Hlavní živnou rostlinou je jilm, ale uvádí se také příležitostný vývoj v lípě, dubu, nebo vrbě. Larvy se vyvíjí v již oslabených nebo padlých starých stromech. Nejprve se živí pod kůrou, poté se většinou zavrtávají hlouběji do dřeva, kde si vyhlodají komůrku a zakuklí se. Předtím ještě připravují výletový otvor ucpaný pilinami, jímž následně dospělec po prodělání proměny v komůrce opouští dřevo. Vývoj je dvouletý, larvy přezimují ve dřevě.
Dospělci se vyskytují od května do srpna. Často se zdržují na listech a větvích v korunách stromů.

## Ohrožení
Kozlíček jilmový je ohrožen zejména ztrátou vhodných porostů vlivem mýcení lužních lesů a úhynu jilmů na houbové onemocnění grafiózu. Vzhledem k vývinu v oslabeném dřevě se může lokálně namnožit při hromadném úhynu jilmů v dané oblasti.